# Râul Valea lui Aron (Dracsin)
Râul Valea lui Aron este un curs de apă, afluent de dreapta al râului Dâmbovița. Izvorăște de sub vârful Dracsin din munții Iezer-Păpușa.  Nu trebuie confundat cu râul cu același nume de pe versantul opus, care se varsă în lacul de acumulare Pecineagu.

## Hărți
- Munții Făgăraș  Arhivat în 8 septembrie 2013, la Wayback Machine.
- Alpinet - Munții Făgăraș
- Munții Iezer-Păpușa Arhivat în 11 februarie 2012, la Wayback Machine.
- Harta Județul Argeș